# かがみありす
かがみ ありすは、日本の女性声優。主にアダルトゲームに声をあてている。

## 出演
※太字はメインキャラクター。

### アダルトゲーム
2004年
- 最終試験くじら（くじらの少女）

2005年
- 最終試験くじら〜Departures〜（名雲紗絵）

2006年
- D.C.II 〜ダ・カーポII〜（天枷美夏、μ[1]、はりまお）

2007年
- D.C.II Spring Celebration 〜ダ・カーポII〜 スプリング セレブレイション（天枷美夏[2]）

2008年
- D.C.P.K. 〜ダ・カーポーカー〜（天枷美夏[3]）
- D.C.II P.C. 〜ダ・カーポII〜 プラスコミュニーション（天枷美夏[4]、はりまお、μ、ミアキ）

2009年
- ヴァルキリーコンプレックス（ミコト・ミュラー[5]）
- D.C.II To You 〜ダ・カーポII〜 トゥーユー（μさん[6]）
- D.C.II Fall in Love 〜ダ・カーポII〜 フォーリンラブ（天枷美夏[7]）

2010年
- D.C. Dream X'mas 〜ダ・カーポ〜 ドリームクリスマス（天枷美夏[8]）

2011年
- 水夏弐律（蛍）

2013年
- D.C.III R 〜ダ・カーポIII アール〜X-rated（江戸川四季、エト、天枷美夏）

2014年
- D.C.III P.P. 〜ダ・カーポIII プラチナパートナー〜（江戸川四季、天枷美夏[9]）

2016年
- D.C.III With You 〜ダ・カーポIII〜 ウィズユー（江戸川四季）

2017年
- D.C.III DreamDays 〜ダ・カーポIII〜 ドリームデイズ（江戸川四季）

### 一般向ゲーム
- D.C.III R 〜ダ・カーポIII アール〜（江戸川四季、エト、天枷美夏、2013年）

### ドラマCD
2006年
- D.C.II prestorys entrata（天枷美夏）

### 音楽CD
| 発売日   | 商品名                                   | 歌                       | 楽曲                             | タイアップ                                |
| 2006年   | 2006年                                   | 2006年                   | 2006年                           | 2006年                                    |
| -------- | ---------------------------------------- | ------------------------ | -------------------------------- | ----------------------------------------- |
| 12月13日 | D.C.II Character Song Album（LACA-5567） | 天枷美夏（かがみありす） | 「模擬少女は恋する悪夢を見るか」 | PCゲーム『D.C.II 〜ダ・カーポII〜』関連曲 |